# Pascale Wilhelmy
Pour les articles homonymes, voir Wilhelmy.
Pascale Wilhelmy est auteure, journaliste, blogueuse, ainsi qu'animatrice de télévision et de radio québécoise. Elle a notamment animé Star Académie, diffusée sur le réseau de télévision TVA.

## Livres
- Où vont les guêpes quand il fait froid?, Libre Expression, 2013, 108 p. (ISBN 9782764809150)
- Ces mains sont faites pour aimer, Libre Expression, 2014, 119 p. (ISBN 9782764810163)
- Une nuit, je dormirai seule dans la forêt, Libre Expression, 2015, 98 p. (ISBN 9782764811283)
- Soupers de filles, Libre Expression, 2018, 208 p. (ISBN 9782764812860)
- D'autres soupers de filles, Libre Expression, 2021, 232 p. (ISBN 9782764814901)
- Post-it, Libre Expression, 2023, 200 p. (ISBN 9782764815977)

## Vie privée
Elle est l'épouse de Denis Lévesque.  La relation a débuté le 1er mai 2009.